# Rosnowo Chojeńskie
Rosnowo Chojeńskie – nieczynny przystanek kolejowy w Rosnowie w województwie zachodniopomorskim, w Polsce.